# Alexander Westermayer

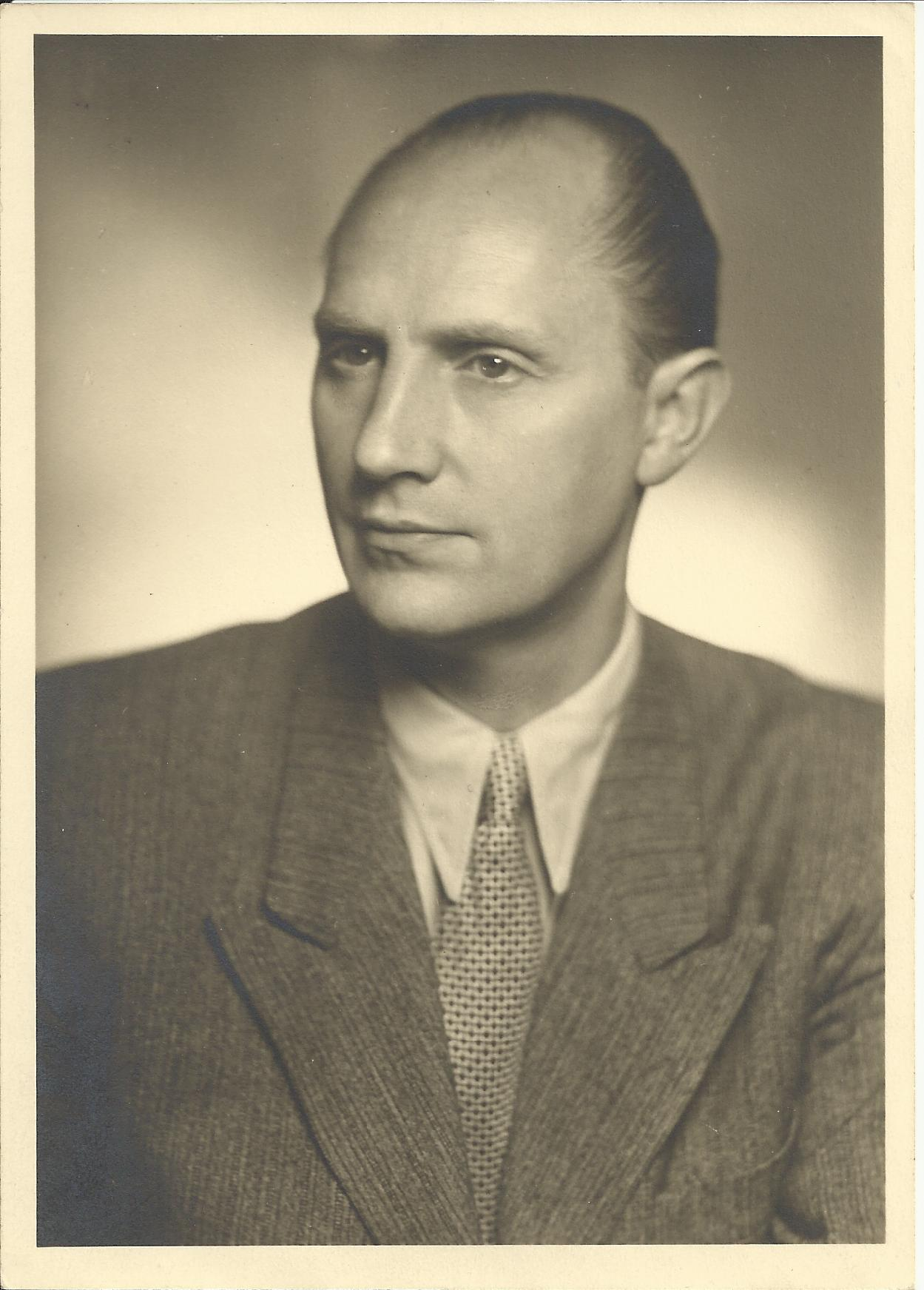
Alexander Westermayer, ca. 1940 (Foto privat)

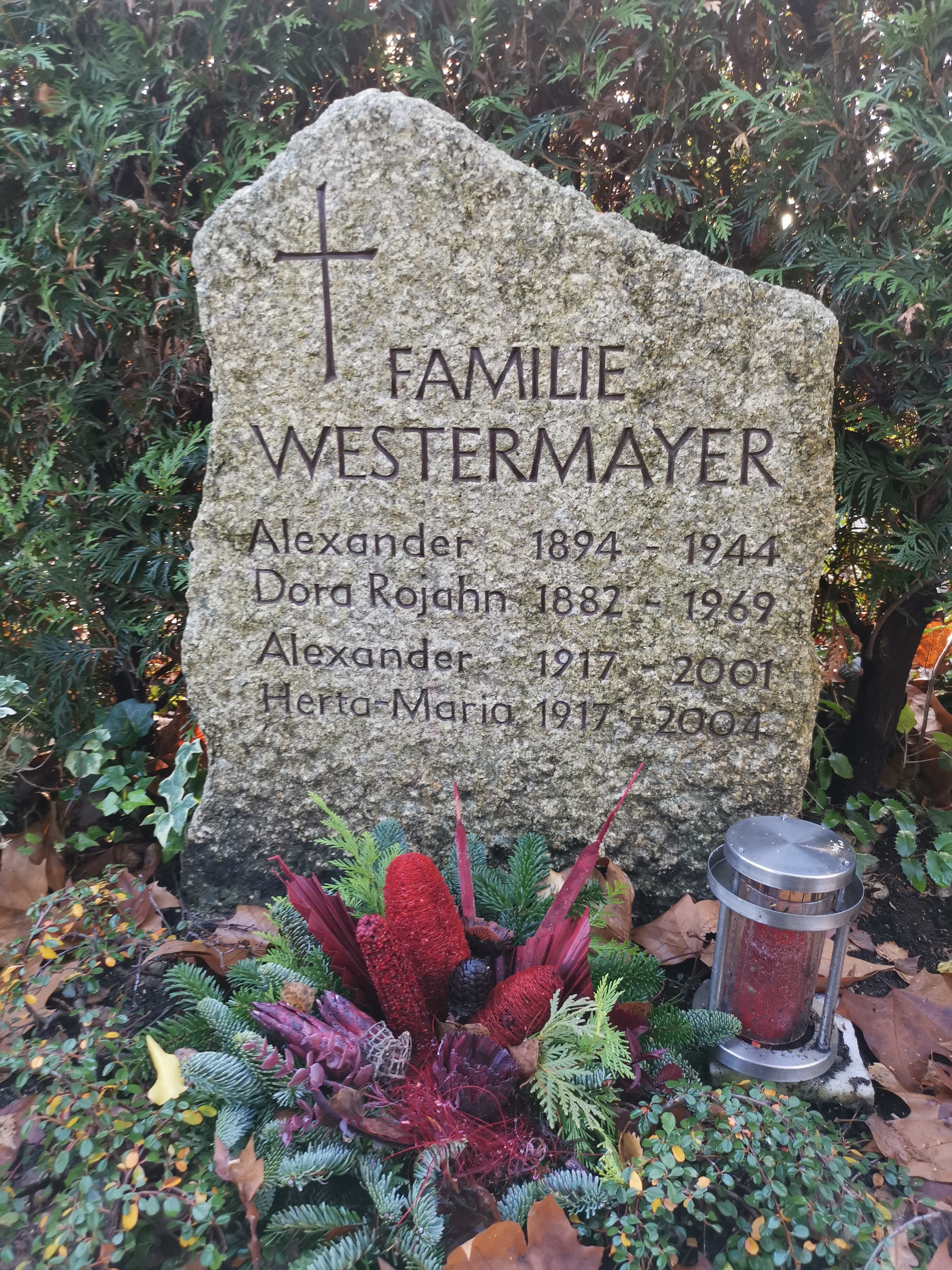
Grab auf dem Friedhof Berlin-Wittenau (Abt. 8 Reihe 2 Nr. 16)

Alexander Westermayer (* 29. Oktober 1894 in Goslar; † 19. Juni 1944 hingerichtet in Brandenburg-Görden) war ein deutscher Widerstandskämpfer gegen den Nationalsozialismus und Opfer des Faschismus.

## Leben
Alexander Westermayer war Sohn des Architekten und Bildhauers Andreas Westermayer und seiner Frau Minna Marie Dorothea Christiane, geb. Ziehe. Der Vater verstarb bereits 1910. Westermayer besuchte die Volksschule in Breslau. Da sich seine Eltern in erheblicher finanzieller Notlage befanden, wurde Westermayer, dessen Vater katholisch warm auf Empfehlung des Caritas Sekretariats Breslau in die Ordensschule der katholischen Missionsanstalt der Oblaten im Kloster Valkenburg/Niederlande (Valkenburg-Houtem, Provinz Limburg, Holland) aufgenommen. In der Empfehlung heißt es: „Ein hervortretender Charakterzug ist das Verlangen, jedem Notleidenden, Bedrängten (z. B. auf der Straße) zu helfen. Das Unvermögen, diesem Wunsche zu folgen, bereitet ihm oft tiefen Schmerz.“ Er besuchte das „Collegium Carolinum“ von 1910 bis 1912.
Nach einem Ferienaufenthalt kehrte er nicht mehr in die Ordensschule zurück, sondern blieb bei seiner Mutter in Kattowitz. Als diese erneut heiratete, kam er zu Pflegeeltern, dem Ehepaar Kaper, nach Kattowitz. Bei seinem Pflegevater, einem Baugewerkschul-Oberlehrer, absolvierte er eine Holzbaukonstruktionslehre und arbeitete bis 1931 bei ihm im Betrieb. Im Jahre 1915 und nochmals von 1917 bis 1918 war er Soldat.
Anfang der 1920er Jahre schloss sich Alexander Westermayer der „Allgemeinen Arbeiter Union“ an. Nach Spaltung der AAU wurde er bis zu seiner erzwungenen Auflösung 1933 Mitglied des Spartakusbundes (politisch-wirtschaftliche Einheitsorganisation), auch Spartakusbund Nr. 2 genannt. Für die dieser politischen Richtung nahestehende Zeitschrift Die Aktion verfasste er mehrere Artikel. Daher wurde Westermayer gelegentlich auch mit der Berufsangabe „Schriftsteller“ geführt.
Von 1926 bis 1933 wohnte Westermayer in Spremberg und gründete mit Spremberger Freunden den „Bund Deutscher Sozialisten“, dem auch Walter Lehmann und Alfred Krüger angehörten.
Nach dem Tod des Pflegevaters im Jahr 1931 betätigte sich Alexander Westermayer als kaufmännischer Angestellter bei verschiedenen Firmen. Ab 1939 erhielt er in Berlin eine feste Anstellung als Verkäufer im Tabakwarengeschäft F. A. Farenthold, Unter den Linden 38, und wohnte in der Bayreuther Straße 41. Dieses Haus wurde gegen Kriegsende durch einen Bombentreffer total zerstört.
Bei seiner Arbeit im Tabakwarengeschäft lernte er den Architekten und Widerstandskämpfer Herbert Richter kennen und schloss sich im August 1943 dessen Widerstandsgruppe an. Richter war 1939 mit dem Arzt Georg Groscurth, dem Chemiker Robert Havemann und dem Zahnarzt Paul Rentsch einer der Mitbegründer der Widerstandsgruppe Europäische Union. Innerhalb der Widerstandsgruppe hatte Alexander Westermayer die Aufgabe, weitere Mitglieder – so seinen alten Freund Walter Lehmann – zu gewinnen und Flugblätter zu verbreiten. Außerdem unterstützte und beherbergte er jüdische Mitbürger.
Mit seiner zwölf Jahre älteren Frau Dora Rojahn (1882–1969) war er 1916 in erster Ehe nur wenige Monate verheiratet. Mit ihr hatte er einen Sohn, der am 7. August 1917 – bereits nach der Scheidung – geboren wurde. Dora gab ihm aus tiefer Zuneigung zu seinem Vater den Namen Alexander (1917–2001). Die zweite Ehe (1917–1921) mit Wanda Stenske blieb kinderlos. Aus seiner dritten Ehe (1923–1936) mit Margit Kuboth ging sein Sohn Wolfgang (1922–1952) hervor. Dora Rojahn fühlte sich ihrem geschiedenen Mann immer verbunden und lebte seit Oktober 1939 wieder mit ihm zusammen, auch um für den Sohn aus dritter Ehe zu sorgen, der nach dem Unfalltod der Mutter im Mai 1939 bei seinem Vater wohnte. Dora Rojahn liebte und verehrte ihren Ex-Mann und hielt bis zu seinem gewaltsamen Tod zu ihm, indem sie versuchte, den besten Anwalt für ihn zu finden und ihn mit einem Gnadengesuch vor der Hinrichtung zu retten.
Am 9. September 1943 wurde Alexander Westermayer aufgrund der Aussagen von Groscurth und Havemann verhaftet und der Mitarbeit an einer „staatsfeindlichen Organisation“ und der Vorbereitung zum Hochverrat beschuldigt. Bei seiner ersten Vernehmung am 11. September 1943 bestritt er zunächst noch alle Vorwürfe, aber zwei Tage später, als ihm „nochmals Vorhaltungen gemacht“ wurden (bzw. vermutlich Folter angewandt wurde) gestand er seine Beteiligung in vollem Umfang.
Nach Hauptverhandlungen am 29. März und 17. April 1944 vor dem 1. Senat des „Volksgerichtshofs“ Berlin wurde er am 17. April 1944 zum Tode verurteilt. Im Urteil steht folgende Begründung: „Der Angeklagte Alexander Westermayer hat sich im 4. Kriegsjahr einer hochverräterischen Gruppe angeschlossen und für diese agitatorisch und propagandistisch eingesetzt. Damit hat er auch unserem Kriegsfeind geholfen. Für immer ehrlos wird er mit dem Tode bestraft.“ Nach seiner Verhaftung verbrachte er zunächst neun Monate in Untersuchungshaft, erst im Gefängnis Berlin-Moabit in der Lehrter Straße und ab November 1943 im Zuchthaus Brandenburg-Görden. Das Todesurteil wurde am 19. Juni 1944 um 15.14 Uhr in Brandenburg-Görden mit dem Fallbeil vollstreckt.
In seinem Abschiedsbrief, geschrieben am Tag seiner Hinrichtung, bittet Alexander Westermayer seine Dora: „Sage meinen Söhnen, dass ich mein Deutschland liebe wie sie und dass ich hoffe, dass sie auch weiterhin mich in ihrem Herzen tragen, …“. Und er bittet Olga Lehmann, die Frau von Walter Lehmann, der wenige Tage vor Prozessbeginn unter den Vernehmungstorturen an Herzversagen starb, um Verzeihung und sieht seinen eigenen Tod als eine Art Buße dafür, dass er Walter zur Mitarbeit in der Widerstandsgruppe ermutigt und in Gefahr gebracht hatte. Und er hadert auch mit sich selbst „… ich war einfach zu vertrauensselig und habe zu spät erkannt, in welche Gefahr ich mich begeben.“ Damit wird auch eine gewisse Kritik an der Führung der Gruppe deutlich, denn anfänglich konnte er mit der Widerstandsgruppe nur in Verbindung gebracht werden, weil sein Name von leitenden Gruppenmitgliedern auf einer schriftlichen Liste geführt wurde.
Robert Havemann war am 29. März und am 17. April 1944 vor dem Volksgerichtshof als Zeuge aufgetreten und hatte für die Angeklagten Wilhelm Hartke, Walter Lehmann und Alexander Westermayer ausgesagt. Durch seine Aussage gelang es Havemann, zumindest Hartkes Beteiligung an der Europäischen Union als so marginal erscheinen zu lassen, sodass er „nur“ zu einer dreijährigen Gefängnisstrafe verurteilt wurde, weil er es unterlassen hatte, die Gruppe anzuzeigen. Alexander Westermayers Engagement für die Widerstandsgruppe vermochte er jedoch nicht zu entkräften.

## Gedenken

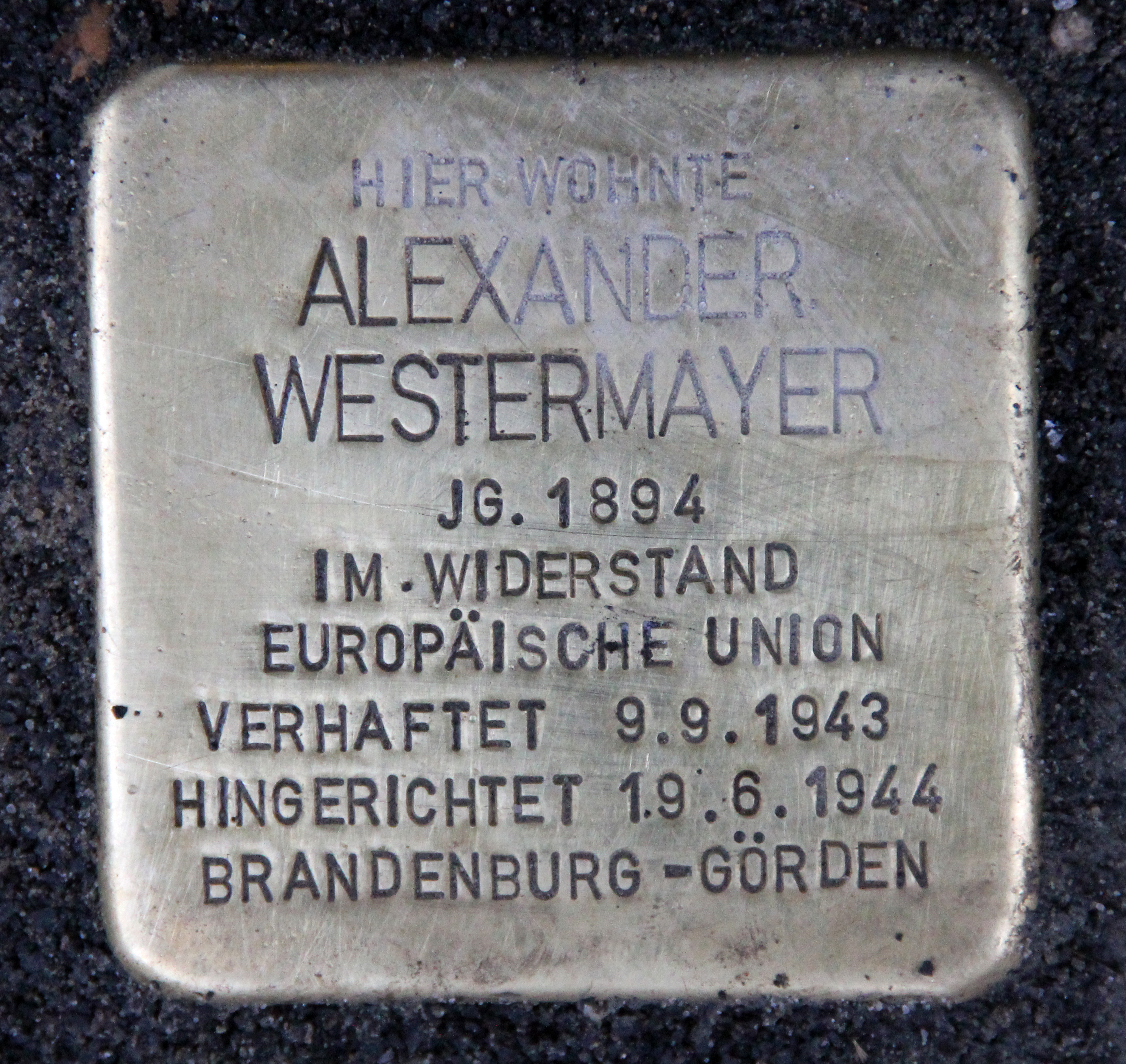
Stolperstein, Bayreuther Straße 41, in Berlin-Schöneberg

Am 29. November 2013 wurde vor seinem ehemaligen Wohnort, Berlin-Schöneberg, Bayreuther Straße 41, ein Stolperstein verlegt.